# Kirkuk (provins)

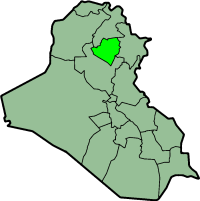
Provinsen Kirkuks läge i Irak.

Kirkuk (under perioden 1976-2006 benämnd at-Ta'mim) är en provins i norra Irak. Den hade en uppskattad folkmängd på 1 325 853 invånare 2009, på en yta av 9 679 km².
Den administrativa huvudorten är staden Kirkuk. Befolkningen består av  turkmener, araber,kurder och assyrier Området är mycket rikt på olja och naturgas.

## Administrativ indelning
Provinsen är indelad i fyra distrikt:
- Daquq, Dibis, al-Hawiga, Kirkuk

Parallellt med arbetet om ett eventuellt sammangående med irakiska Kurdistan arbetar man med att försöka återinföra fyra distrikt som förr tillhörde provinsen. Dessa är Chamchamal och Kalar i Sulaymaniyya, Kifri i Diyala och Tooz (alternativt Tuz Khurmatu) i Saladin.